# Heinäjärvi (Gällivare socken, Lappland, 749307-175195)
Heinäjärvi är en sjö i Gällivare kommun i Lappland och ingår i Kalixälvens huvudavrinningsområde. Sjön har en area på 0,0725 kvadratkilometer och ligger 358,5 meter över havet.

## Delavrinningsområde
Heinäjärvi ingår i det delavrinningsområde (749133-175063) som SMHI kallar för Utloppet av Vettasjärvi. Medelhöjden är 362 meter över havet och ytan är 33,01 kvadratkilometer. Det finns ett avrinningsområde uppströms, och räknas det in blir den ackumulerade arean 39,15 kvadratkilometer. Ängesån (Vettasjoki) som avvattnar avrinningsområdet har biflödesordning 3, vilket innebär att vattnet flödar genom totalt 3 vattendrag innan det når havet efter 228 kilometer. Avrinningsområdet består mestadels av skog (49 procent) och sankmarker (15 procent). Avrinningsområdet har 9,84 kvadratkilometer vattenytor vilket ger det en sjöprocent på 29,8 procent. Bebyggelsen i området täcker en yta av 1,11 kvadratkilometer eller 3 procent av avrinningsområdet.